# Fensal (albedo)
Fensal  è una caratteristica di albedo della superficie di Titano.